# Omar Badía
Omar Badía Pastor (8 de febrero de 1984) es un deportista español que compitió en taekwondo. Ganó una medalla en el Campeonato Mundial de Taekwondo de 2003, y tres medallas en el Campeonato Europeo de Taekwondo entre los años 2002 y 2006.

## Palmarés internacional
| Campeonato Mundial | Campeonato Mundial                | Campeonato Mundial | Campeonato Mundial |
| Año                | Lugar                             | Medalla            | Categoría          |
| ------------------ | --------------------------------- | ------------------ | ------------------ |
| 2003               | Garmisch-Partenkirchen (Alemania) | Medalla de plata   | –62 kg             |
| Campeonato Europeo |                                   |                    |                    |
| Año                | Lugar                             | Medalla            | Categoría          |
| 2002               | Samsun (Turquía)                  | Medalla de oro     | –62 kg             |
| 2004               | Lillehammer (Noruega)             | Medalla de oro     | –62 kg             |
| 2006               | Bonn (Alemania)                   | Medalla de bronce  | –67 kg             |